# Беніова Серафима Мойсеївна
Беніова Серафима Мойсеївна  (*30 серпня 1919 — † ?) — радянська українська театральна акторка і організатор кіновиробництва. Член Спілки кінематографістів України.

## Біографія
У 1938 закінчила Одеське театральне училище (1938). 
Була актрисою в театрах Одеси і Нікольська-Уссурійського. 
Працювала асистентом режисера на об'єднаній студії в Алма-Аті, Чорноморській кінофабриці, директором картини на студії «Моснаукфільм», старшим адміністратором кіностудії ім. М.Горького і «Мосфільму».
З 1953 року — директор картин на Одеській кіностудії.

## Фільмографія
Серед фільмів, створених за її участю (директор картин):
- 1956: «Моя дочка» (реж. В. Жилін)
- 1959: «Спрага» (реж. Є. Ташков)
- 1960: «Повернення» (реж. М. Терещенко)
- 1963: «Перший тролейбус» (реж. І. Анненський)
- 1963: «Приходьте завтра...» (реж. Є. Ташков)
- 1963: «Шурка обирає море» (реж. Я. Хромченко)
- 1965: «Вірність» (реж. П. Тодоровський)
- 1966: «Явдоха Павлівна» ((рос.) Авдотья Павловна) (реж. О. Муратов)
- 1969: «Якщо є вітрила» (у співпрац.; реж. В. Козачков)
- 1969: «13 доручень» (реж. В. Лисенко)
- 1970: «Міський романс» (реж. П. Тодоровський)
- 1972: «Життя та дивовижні пригоди Робінзона Крузо» (реж. Станіслав Говорухін)
- 1974: «Прощавайте, фараони!» (реж. В. Винник, Д. Черкаський)
- 1979: «Пригоди Електроніка» (3 с, т/ф, реж. К. Бромберг) та ін.